# Пригоров, Алексей Викторович
Алексе́й Ви́кторович Приго́ров (укр. Олексій Вікторович Пригоров; 25 июня 1987, Харьков, СССР) — украинский прыгун в воду, бронзовый призёр летних Олимпийских игр 2008 года, чемпион Европы 2010 года. Заслуженный мастер спорта
Студент Харьковской государственной академии физической культуры. Выступает за спортивные общества «Колос» — «Динамо» (Харьков). Первый тренер — Татьяна Толчанова, позже — Владимир Молчанов.
В 2012 году Пригоров принял участие в летних Олимпийских играх в Лондоне. В синхронных прыжках украинский спортсмен в паре с Ильёй Квашой занял 4-е место, уступив более 12 баллов бронзовым призёрам американцам Дюмею и Ипсену. В индивидуальных прыжках Пригоров пробился в полуфинал, но занял там лишь 16-е место, оставшись за чертой финалистов.
С середины 2010-х годов выступает в хай-дайвинге. На чемпионате мира 2023 года занял 4-е место.

## Спортивные достижения
- Чемпионат Европы среди юниоров 2004 года — 1-е место (синхронные прыжки, трамплин 3 м).
- Кубок европейских чемпионов 2005 года — 1-е место (синхронные прыжки, трамплин 3 м).
- XXIX Олимпийские игры в Пекине 2008 года — 3-е место (синхронные прыжки, трамплин 3 м), вместе с Ильей Квашой набрал 415,05 баллов (отвоевав 3-е место у спортсменов из США и пропустив вперед прыгунов из России и Китая).
- 2010 — Чемпионат Европы (трамплин 3 м синхрон) — 1-е место.

## Награды
- Орден «За мужество» III степени (4 сентября 2008 года) — за достижение высоких спортивных результатов на XXIX летних Олимпийских играх в Пекине (Китайская Народная Республика), проявленные мужество, самоотверженность и волю к победе, подъём международного авторитета Украины[2]